# Élection présidentielle en Allemagne
En Allemagne, l’élection présidentielle (en allemand : Wahl des Bundespräsidenten depuis 1949, Wahl des Reichspräsidenten entre 1919 et 1933) est le scrutin qui permet la désignation du président fédéral pour un mandat de cinq ans.

## Sous la république de Weimar
Le président du Reich (en allemand : Reichspräsident) est élu pour un mandat de sept ans renouvelable au suffrage universel direct parmi les citoyens allemands âgés d'au moins 35 ans. Tout Allemand âgé de 20 ans citoyen du Reich est électeur, sauf s'il est sous tutelle, curatelle ou a été déchu de ses droits civiques.
Est élu président du Reich le candidat qui recueille la majorité absolue des suffrages exprimés. Si nul n'y parvient, un nouveau scrutin est organisé quatre semaines plus tard. La victoire revient à celui qui reçoit le plus grand nombre de suffrages. De nouveaux candidats sont autorisés à se présenter lors de ce nouveau vote.
Le premier président du Reich, Friedrich Ebert, est élu le 11 février 1919 par l'Assemblée nationale constituante. Une loi de 1922 précise que son mandat prend fin le 30 juin 1925. À la mort du président Paul von Hindenburg en 1934, le chancelier du Reich Adolf Hitler s'attribue les fonctions présidentielles, et plus aucune élection ne sera organisée.

### Élections entre 1925 et 1933
| Élection      | Président du Reich | Président du Reich | Président du Reich  | Président du Reich | Président du Reich | Vote | Résultat | Résultat |
| ------------- | ------------------ | ------------------ | ------------------- | ------------------ | ------------------ | ---- | -------- | -------- |
| 26 avril 1925 |                    |                    | Paul von Hindenburg | Indépendant        | 77 ans             | 2e   | 48,29 %  |          |
| 10 avril 1932 |                    |                    | Paul von Hindenburg | Indépendant        | 84 ans             | 2e   | 53,05 %  |          |

## Sous la République fédérale

### Mode de scrutin

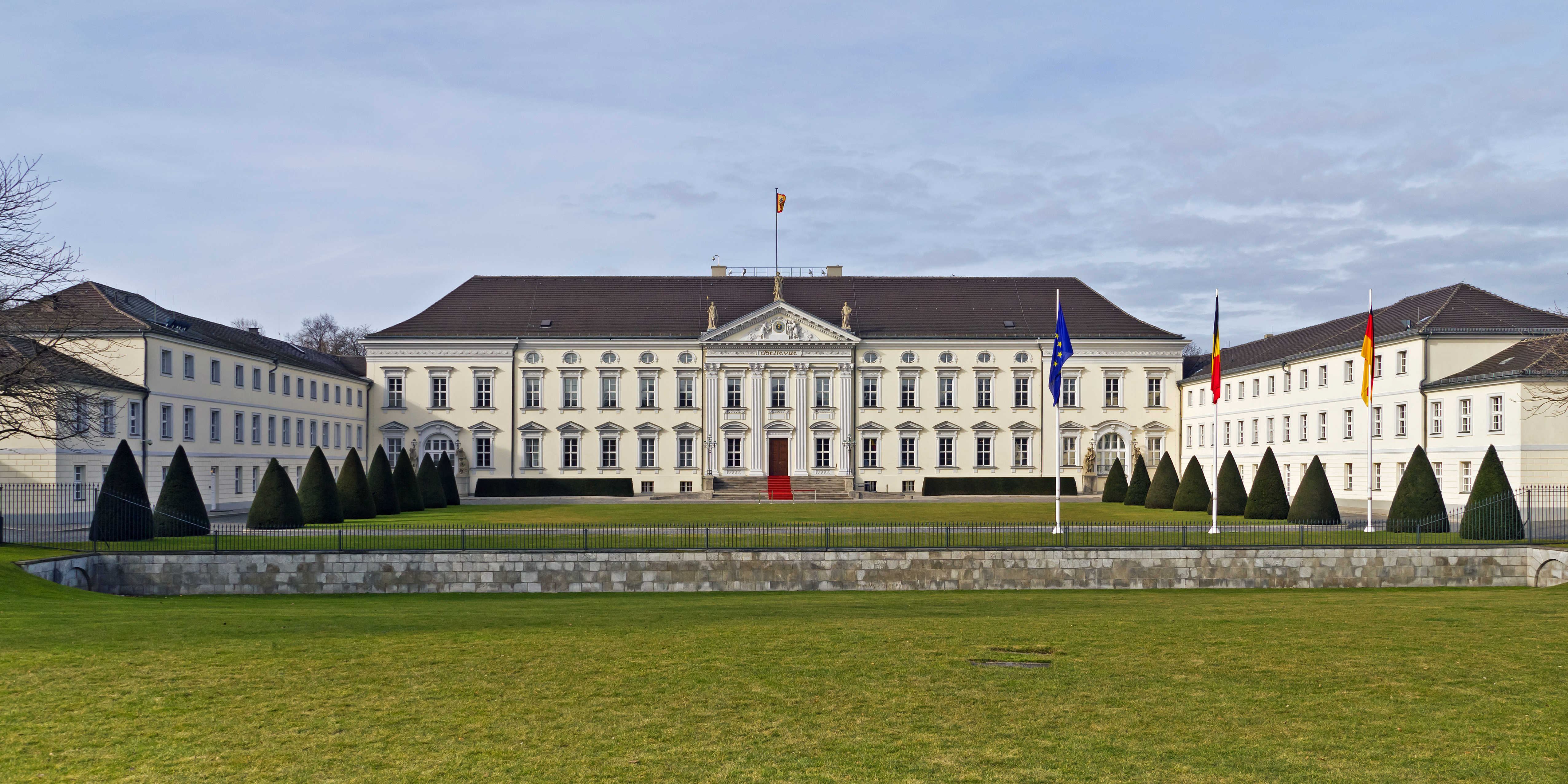
Le château de Bellevue, siège berlinois de la présidence fédérale.

Le président fédéral (Bundespräsident) est élu au suffrage indirect majoritaire à trois tours par l'Assemblée fédérale pour un mandat de cinq ans renouvelable une seule fois de manière consécutive. Les conditions générales d'organisation sont régies par la Loi fondamentale et les conditions précises par la loi du 25 avril 1959 relative à l'élection du président fédéral par l'Assemblée fédérale (Gesetz über die Wahl des Bundespräsidenten durch die Bundesversammlung, BPräsWahlG),.
L'Assemblée fédérale (Bundesversammlung) est un collège électoral composé des membres du Bundestag et d'un nombre égal de représentants des Landtage, les parlements unicaméraux des seize Länder allemands. Le nombre de membres de l'assemblée fédérale dépasse le millier tout en étant rarement le même car la taille du Bundestag varie d'une législature à une autre en raison de son système électoral. Il y a cependant toujours le même nombre de représentants des Landtage que de membres du Bundestag. Leur nombre est réparti entre les Länder en proportion de leur population. Élus par les parlements des Länder, ils n'ont pas pour obligation d'en être eux-mêmes membres, leurs conditions d'éligibilité étant simplement les mêmes que ceux des candidats aux élections du Bundestag,. Depuis la fin des années 1990, les Landtage élisent traditionnellement des représentants des arts, des sports et des médias en plus de ceux de la vie politique.
L'assemblée fédérale se réunit dans les trente jours précédant la fin du mandat du président sortant, ou dans les trente jours suivant celle-ci en cas de décès ou de démission. Elle est convoquée par le président du Bundestag, qui la préside sauf s'il est lui-même candidat à l'élection, auquel cas l'un de ses vice-présidents le remplace,.
Sont éligibles les citoyens âgés de plus de quarante ans au jour de l'élection, possédant la pleine nationalité allemande ainsi que le droit de vote. Leur candidature ne nécessite que le soutien de l'un des membres de l'assemblée fédérale. Ces derniers peuvent proposer des candidatures différentes à chaque tour de scrutin. Ils peuvent être eux-mêmes candidats, mais doivent préalablement y consentir par écrit,.
Le vote a lieu à bulletin secret. Est élu le candidat qui recueille au premier tour les voix de la majorité absolue du total des membres de l'assemblée fédérale. À défaut, un deuxième tour est organisé dans les mêmes conditions. Si aucun candidat n'est élu à l'issue du deuxième tour, un troisième est organisé avec un abaissement du seuil à atteindre à la simple majorité relative des voix : le candidat recueillant le plus de suffrages l'emporte,.
Le candidat élu dispose de deux jours pour accepter formellement la présidence, après quoi l'assemblée fédérale est dissoute. Le mandat du président élu débute immédiatement à la fin du mandat de son prédécesseur.  Il prête serment — le plus souvent avant sa prise de fonction, sans que celle-ci n'y soit conditionnée — lors d'une session conjointe du Bundestag et du Bundesrat. Son serment, prononcé sur un exemplaire de la Loi fondamentale que lui présente le président du Bundestag, contient une référence à Dieu qui peut être omise. Un président dont le mandat est renouvelé ne prête généralement pas serment une seconde fois,.

### Réunions de l'Assemblée fédérale
En 1949, la première Assemblée fédérale se réunit à la Bundeshaus de Bonn, capitale de l'Allemagne de l'Ouest. Pour les quatre élections qui suivent, les sessions se tiennent au parc des expositions de Berlin-Ouest. À la suite de protestations des autorités est-allemandes, les scrutins se tiennent à partir de 1974 à la salle Beethoven de Bonn. Depuis 1994, les réunions de l'Assemblée fédérale se tiennent au palais du Reichstag, à Berlin.

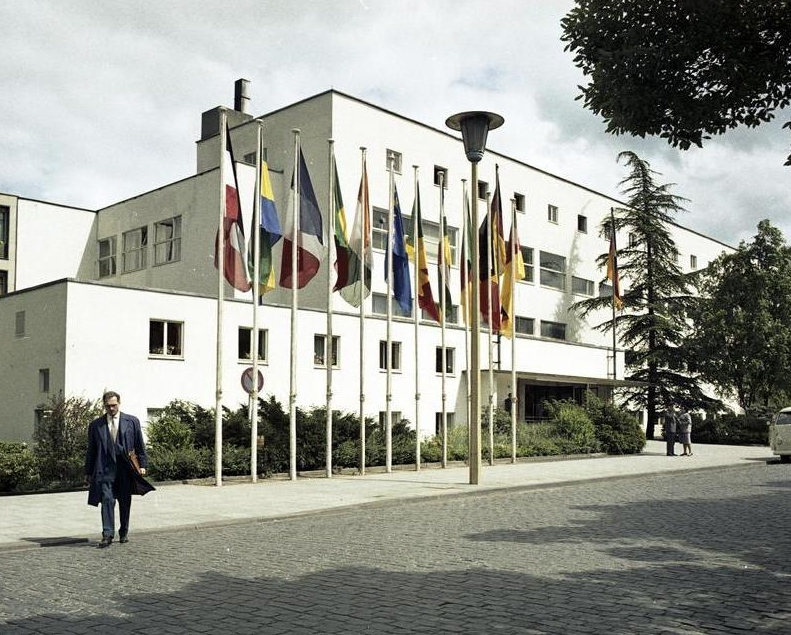
Bundeshaus.
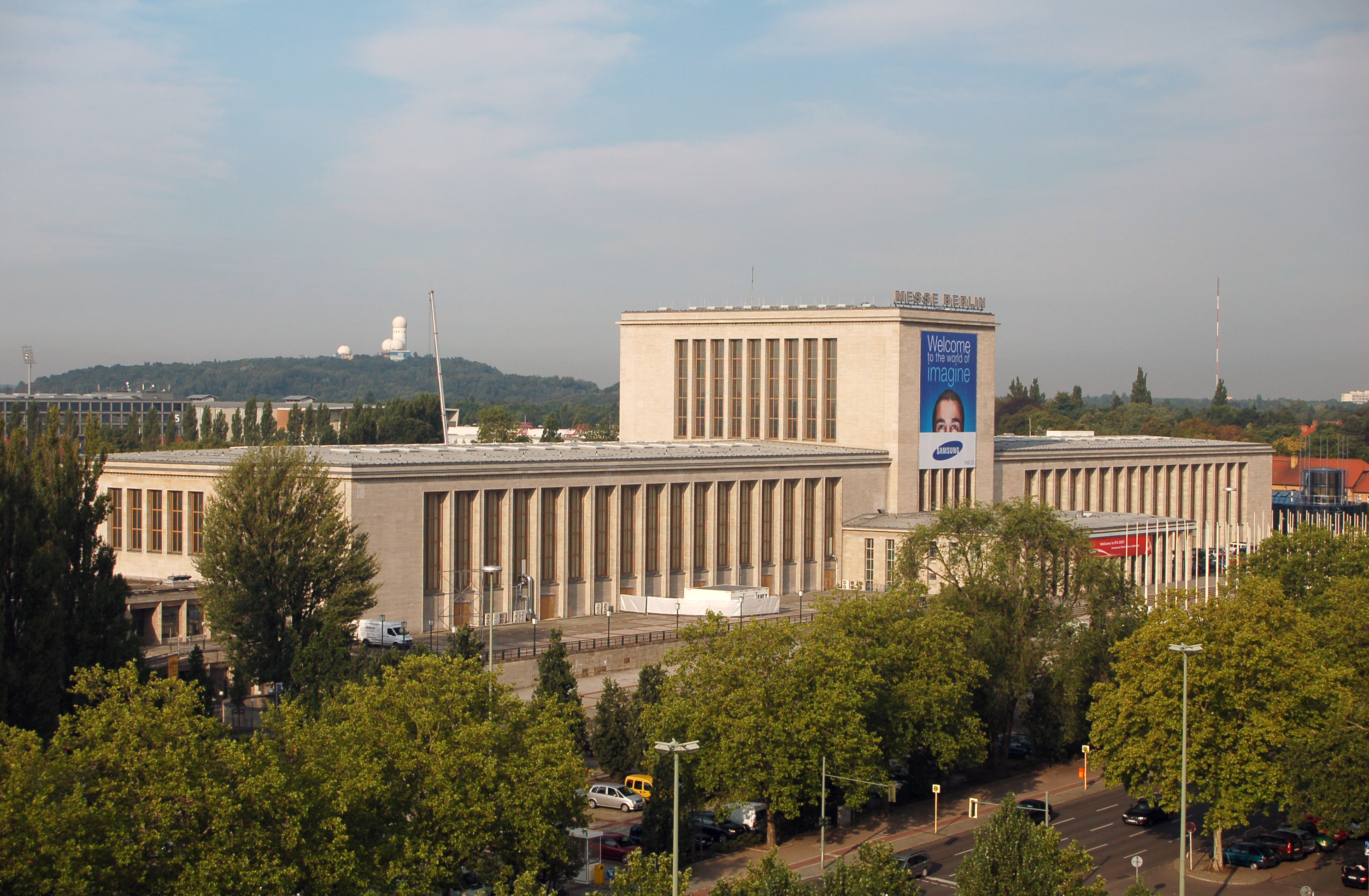
Parc des expositions de Berlin.
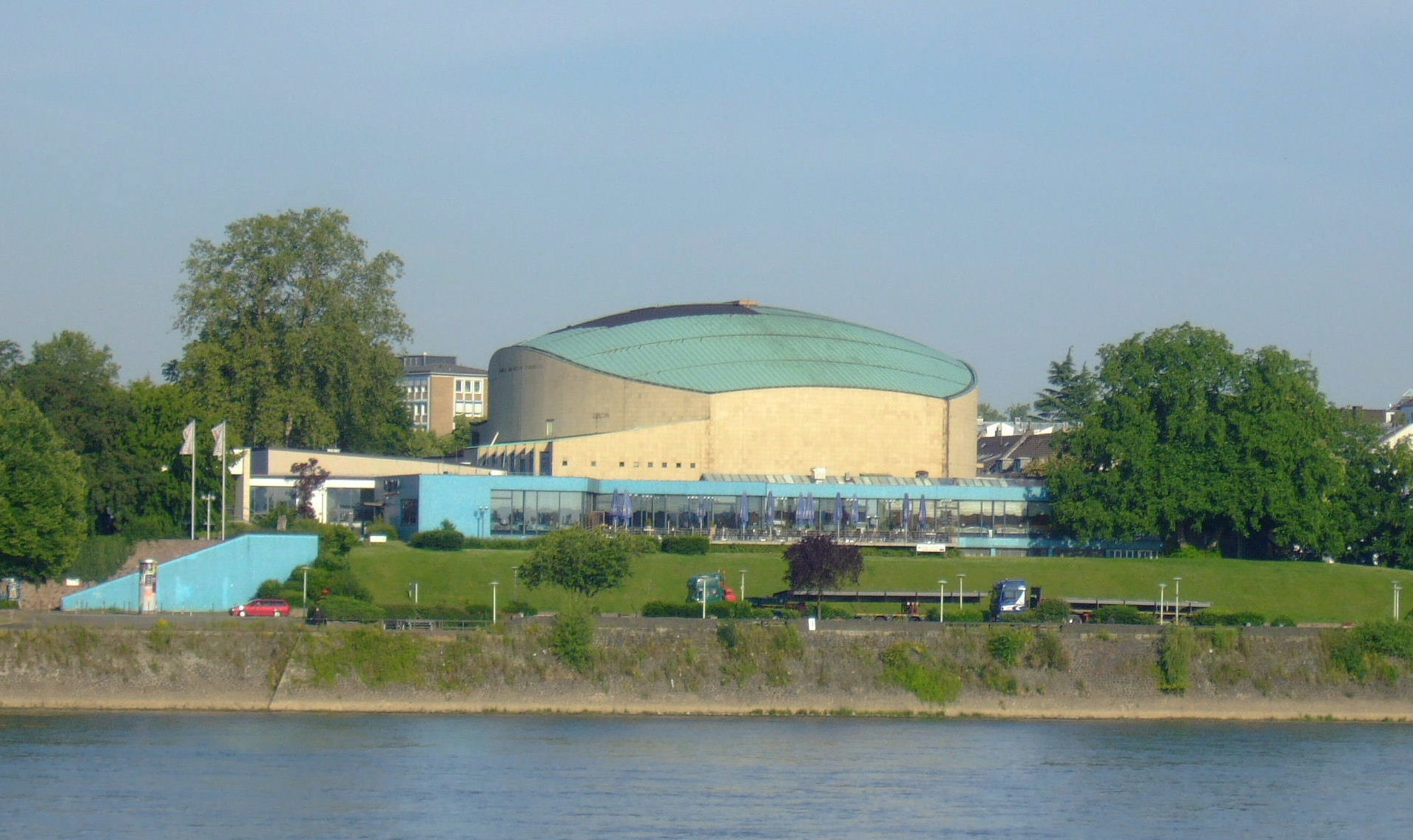
Salle Beethoven.
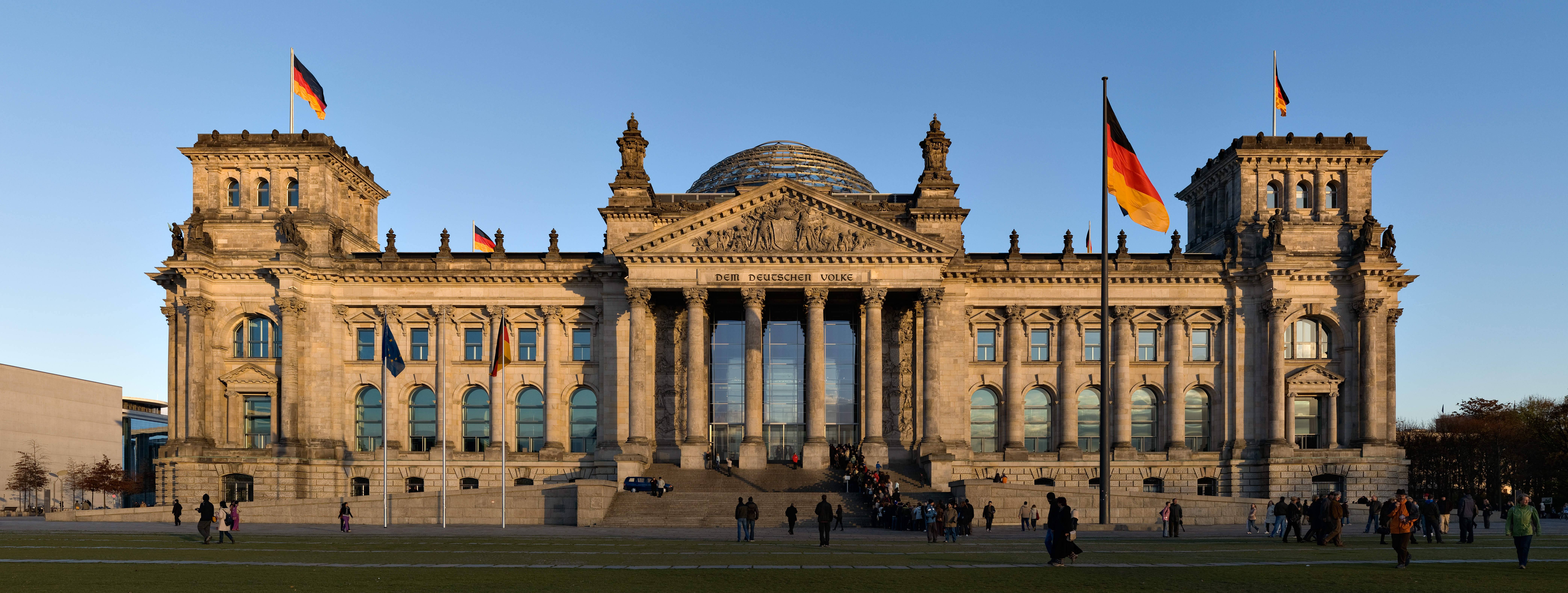
Palais du Reichstag.

### Élections depuis 1949
| Élection          | Assemblée | Président fédéral élu | Président fédéral élu | Président fédéral élu   | Président fédéral élu                  | Président fédéral élu | Tour | Résultat |
| ----------------- | --------- | --------------------- | --------------------- | ----------------------- | -------------------------------------- | --------------------- | ---- | -------- |
| 12 septembre 1949 |           |                       |                       | Theodor Heuss           | Parti libéral-démocrate                | 65 ans                | 2e   | 51,74 %  |
| 17 juillet 1954   |           |                       |                       | Theodor Heuss           | Parti libéral-démocrate                | 70 ans                | 1er  | 85,56 %  |
| 1er juillet 1959  |           |                       |                       | Heinrich Lübke          | Union chrétienne-démocrate d'Allemagne | 64 ans                | 2e   | 50,67 %  |
| 1er juillet 1964  |           |                       |                       | Heinrich Lübke          | Union chrétienne-démocrate d'Allemagne | 69 ans                | 1er  | 68,14 %  |
| 5 mars 1969       |           |                       |                       | Gustav Heinemann        | Parti social-démocrate d'Allemagne     | 69 ans                | 3e   | 49,42 %  |
| 15 mai 1974       |           |                       |                       | Walter Scheel           | Parti libéral-démocrate                | 54 ans                | 1er  | 51,16 %  |
| 23 mai 1979       |           |                       |                       | Karl Carstens           | Union chrétienne-démocrate d'Allemagne | 64 ans                | 1er  | 50,97 %  |
| 23 mai 1984       |           |                       |                       | Richard von Weizsäcker  | Union chrétienne-démocrate d'Allemagne | 64 ans                | 1er  | 80,00 %  |
| 23 mai 1989       |           |                       |                       | Richard von Weizsäcker  | Union chrétienne-démocrate d'Allemagne | 69 ans                | 1er  | 84,87 %  |
| 23 mai 1994       |           |                       |                       | Roman Herzog            | Union chrétienne-démocrate d'Allemagne | 60 ans                | 3e   | 52,57 %  |
| 23 mai 1999       |           |                       |                       | Johannes Rau            | Parti social-démocrate d'Allemagne     | 68 ans                | 2e   | 51,57 %  |
| 23 mai 2004       |           |                       |                       | Horst Köhler            | Union chrétienne-démocrate d'Allemagne | 61 ans                | 1er  | 50,12 %  |
| 23 mai 2009       |           |                       |                       | Horst Köhler            | Union chrétienne-démocrate d'Allemagne | 66 ans                | 1er  | 50,12 %  |
| 30 juin 2010      |           |                       |                       | Christian Wulff         | Union chrétienne-démocrate d'Allemagne | 51 ans                | 3e   | 50,24 %  |
| 18 mars 2012      |           |                       |                       | Joachim Gauck           | Indépendant                            | 72 ans                | 1er  | 79,92 %  |
| 12 février 2017   |           |                       |                       | Frank-Walter Steinmeier | Parti social-démocrate d'Allemagne     | 61 ans                | 1er  | 73,89 %  |
| 13 février 2022   |           |                       |                       | Frank-Walter Steinmeier | Parti social-démocrate d'Allemagne     | 66 ans                | 1er  | 78,04 %  |